# 约什科·克雷科维奇
约什科·克雷科维奇（1969年4月17日—），克罗地亚男子水球运动员。他曾代表克罗地亚国家队参加1996年夏季奥林匹克运动会水球比赛，获得一枚银牌。